# Olaf Kortner
Olaf Erling Kortner (* 10. Mai 1920 in Skien; † 26. Januar 1998 in Oslo) war ein norwegischer Lehrer und Politiker der sozialliberalen Partei Venstre. Vom 28. August bis zum 25. September 1963 war er der Kirchen- und Unterrichtsminister seines Landes.

## Leben
Kortner schloss 1948 sein historisch-philosophisches Studium ab. In den Jahren von 1948 bis 1950 war er Vorsitzender der Jugendorganisation Unge Venstre. Von 1949 bis 1950 arbeitete er als Journalist in der norwegischen Abteilung der British Broadcasting Corporation (BBC). Anschließend war er bis 1955 als Lehrer in Strinda, Provinz Trøndelag, tätig. Anschließend wurde er Sekretär in der Lehrergewerkschaft Norsk Lektorlag, deren Vorsitzender er von 1962 bis 1965 war. Zwischen 1951 und 1955 war er zudem Mitglied im Kommunalparlament von Strinda. 1957 begann er in Oslo zu unterrichten, in der Zeit von 1959 bis 1963 war er zudem als Zensor in der Fakultät für Geschichte der Universität Oslo tätig.
Am 28. August 1963 wurde Kortner zum Kirchen- und Unterrichtsminister in der Regierung Lyng ernannt. Diese regierte allerdings nur knapp einen Monat bis zum 25. September 1963. Sowohl bei der Parlamentswahl 1965 als auch bei der Wahl 1969 wurde er erster Vararepresentant, also Ersatzabgeordneter, für den Wahlkreis Oslo. Als solcher vertrat er von Oktober 1965 bis August 1970 seinen Parteikollegen Helge Seip, der in dieser Zeit Kommunal- und Arbeitsminister war.
Anschließend war er von 1971 bis 1989 sogenannter Fylkesskolesjef der damaligen Provinz Akershus. Er hatte also die administrative Verantwortung über die Schulen der Provinz. Anschließend war er bis 1990 Unterrichtsdirektor (Utdanningsdirektør) der Provinz.